# Pomnik pierwszego satelity (Moskwa)
Pomnik pierwszego satelity (ros. Первый спутник) – pomnik zlokalizowany w dzielnicy Mieszczanskij, w Centralnym okręgu administracyjnym Moskwy, u wyjścia ze stacji metra moskiewskiego Riżska w Rosji. Pomnik wzniesiono w pierwszą rocznicę wystrzelenia pierwszego sztucznego satelity Ziemi Sputnika 1.
Rzeźba przedstawia robotnika, który wznosi ku górze rękę trzymając w dłoni pierwszego satelitę, na cokole pomnika umieszczono napis: „Twórcom pierwszego sztucznego satelity Ziemi, 1957 roku” (imiona realnych twórców pierwszego satelity były przez długie lata utajniane w ZSRR, dlatego rzeźba przedstawia postać symboliczną – niejakiego „robotnika”). Rzeźbę wykonano z brązu, jej wysokość wraz z cokołem wynosi około 7 metrów. Pomnik wzniesiono w 1958 przed wejściem do nowo zbudowanej stacji metra Riżska. 
Druga replika tego samego pomnika umieszczona jest w największym mieście na południu Rosji Rostowie nad Donem.